# نصراط (تاكونيت)
نصراط هي إحدى مشيخات المملكة المغربية، تتبع جغرافيا لإقليم زاكورة وإداريًا لتاكونيت. يقدر عدد سكانها بـ 3319 نسمة حسب الإحصاء الرسمي للسكان والسكنى لسنة 2004.